# La iniciación
La iniciación es una película estadounidense de 1984 del género slasher dirigida por Larry Stewart y protagonizada por Daphne Zuniga, Clu Gulager, Vera Miles y Hunter Tylo. La trama se centra en un miembro de la hermandad, que después de ser asediada por un horrendo sueño recurrente durante toda su vida, es perseguida junto con un grupo de novatas durante su ritual de iniciación en una tienda de departamentos fuera del horario de trabajo.
La película se ha distinguido por tener el primer papel protagonista de la actriz Daphne Zuniga después de su pequeña participación en La mansión ensangrentada (1983), así como por establecer seguidores de culto contemporáneo de una película de medianoche.

## Argumento
Kelly Fairchild es una estudiante universitaria que, desde niña, ha sufrido una pesadilla recurrente en la que un extraño hombre se quema vivo dentro de su hogar de la infancia. A esto se suma el estrés, Kelly también está a punto de participar en el ritual de iniciación de su hermandad femenina, lo que implica que un grupo de novatas y ella irrumpan en los grandes almacenes de su adinerado padre fuera del horario de trabajo y roben el uniforme del portero nocturno. Kelly, su amiga Marcia, y su compañera de cuarto, Alison, son las tres novatas principales.
Mientras tanto, en un asilo psiquiátrico a kilómetros de distancia, varios pacientes se escapan y asesinan a una enfermera. A la mañana siguiente, los padres de Kelly, Frances y Dwight, reciben una llamada telefónica del sanatorio informándoles del incidente. Esa tarde, Kelly le propuso a Peter, el asistente graduado en su curso de psicología, una idea para su trabajo. Kelly le explica su sueño a Peter, y le dice que sufrió amnesia cuando era niña. En la cena, Frances prohíbe las reuniones de Kelly con Peter, que está intentando analizar su pesadilla. Mientras tanto, Dwight es asesinado al lado de su auto cuando se disponía a partir en viaje de negocios.
En la tienda, el portero nocturno es asesinado mientras hace las rondas. Kelly, Marcia, y Alison llegan allí para robar el uniforme; las tres se separan, y Kelly se dirige al salón de arriba para conseguir uno de los uniformes de repuesto. Mientras tanto, la hermana principal de la hermandad femenina, Megan, deja que Chad, Ralph y Andy irrumpan en la tienda para asustar a las muchachas. Megan y Andy son asesinados poco después; Kelly y Marcia oyen la conmoción y se topan con Ralph y Chad escondidos en un camerino. Intentan salir del edificio, pero descubren que están encerrados.
En la universidad, Peter se encuentra con recortes de periódicos que detallan el incendio que Kelly describió en su sueño; los artículos revelan la identidad del hombre en llamas como Jason Randall, gerente de piso de la tienda de departamentos Fairchild, que estaba casado con Frances. Él cree que el sueño de Kelly es un recuerdo de su padre biológico, Jason, siendo quemado en un altercado con el amante de Frances, Dwight, quien Kelly cree que es su verdadero padre. Un artículo reciente sobre la revuelta de los reclusos en el sanatorio muestra a Jason como un jardinero y uno de los prisioneros que escaparon.
Atrapados dentro de la tienda, los compañeros beben vino juntos. Alison y Chad se van al baño y descubren el cuerpo del portero nocturno. Alison entra en el baño de hombres para atrapar a Chad, sólo para encontrarlo muerto en el baño. Una frenética Alison corre escaleras abajo a un mostrador de seguridad, donde es salvajemente apuñalada hasta la muerte. Mientras tanto, Peter va a la casa de Fairchild para avisarle a Frances. En la tienda, a Ralph le disparan con un arpón delante de Marcia, que huye en busca de  Kelly. Se esconden en un montacargas, pero el asesino logra infiltrarse en el mismo, y arrastra a Marcia al foso del ascensor. Kelly escapa y huye al cuarto de máquinas de la tienda, donde se encuentra con Jason Randall. La persigue hasta el tejado y ella lo empuja, matándolo.
Peter y Francés llegan a la tienda y encuentran el cuerpo de Jason afuera. En su interior, Peter ve a quien él cree que es Kelly de pie en el vestíbulo de la tienda y la abraza antes de que ella lo apuñale en el estómago. Kelly entra en la habitación y se enfrenta a un reflejo de sí misma: su hermana gemela Terry, que había sido internada en una institución cuando Frances dejó a su padre y se casó con Dwight, y de la que Kelly no tiene ningún recuerdo. Justo cuando Terry está a punto de asesinar a Kelly, Frances la mata a tiros. La película termina cuando Peter es llevado en una ambulancia, mientras Kelly mira a su madre con desconfianza.

## Reparto
- Daphne Zuniga como Kelly Fairchild/Terry Fairchild.
- Vera Miles como Frances Fairchild.
- Clu Gulager como Dwight Fairchild.
- James Read como Peter Adams.
- Marilyn Kagan como Marcia.
- Robert Dowdell como Jason Randall.
- Patti Heider como la enfermera Higgins.
- Frances Peterson como Megan.
- Hunter Tylo como Alison (como Deborah Moreheart).
- Paula Knowles como Beth.
- Trey Stroud como Ralph.
- Peter Malof como Andy.
- Christopher Bradley como Chad.
- Joy Jones como Heidi.
- Mary Davis Duncan como Gwen.

## Producción
La iniciación fue filmada en Dallas, Texas, en el verano de 1983. El director Peter Crane comenzó a filmar material sobre la producción.  Muchas de los planos subjetivos y las tomas en el manicomio al principio de la película fueron hechas por Crane.
Después de varios días de rodaje, el mismo estaba retrasado, y Crane fue despedido y reemplazado por Larry Stewart, quien completó el resto de la película. La diferencia de técnica y estilo entre los dos directores explica ligeras diferencias estéticas con respecto a algunas de las secuencias anteriores de la película.
El centro comercial Dallas Market Center sirvió como el lugar para la tienda de departamentos Fairchild, y el equipo filmó la película durante las tardes mientras el edificio estaba cerrado. Las escenas del campus fueron filmadas en la Universidad Metodista del Sur, mientras que las secuencias de los sueños fueron filmadas en un hotel abandonado de Holiday Inn, donde la producción había reformado el armario de una sirvienta para que apareciera como la habitación.